# Хмелюв (Островецький повіт)
Хмелюв (пол. Chmielów) — село в Польщі, у гміні Бодзехув Островецького повіту Свентокшиського воєводства.
Населення — 926 осіб (2011).
У 1975-1998 роках село належало до Келецького воєводства.

## Демографія
Демографічна структура на день 31 березня 2011 року:
|          | Загалом | Допрацездатний вік | Працездатний вік | Постпрацездатний вік |
| -------- | ------- | ------------------ | ---------------- | -------------------- |
| Чоловіки | 460     | 90                 | 313              | 57                   |
| Жінки    | 466     | 72                 | 265              | 129                  |
| Разом    | 926     | 162                | 578              | 186                  |